# ستاوربريج (دائرة انتخابية في المملكة المتحدة)
ستاوربريج (بالإنجليزية: Stourbridge)‏ هي إحدى الدوائر الانتخابية في المملكة المتحدة الممثلة في مجلس العموم في برلمان المملكة المتحدة.
عضو البرلمان الذي يمثلها حالياً هو :Lynda Waltho (Lab).